# Irene Schramm-Biermann
Irene Schramm-Biermann (* 1950 in Detmold) ist eine deutsche Malerin. Sie ist eine Vertreterin der Konkreten Kunst.

## Leben
Irene Schramm-Biermann studierte nach dem Abitur Mathematik in Bielefeld und Hamburg. Ihre künstlerische Ausbildung an der Pädagogischen Hochschule in Bielefeld (u. a. bei  Pramann) schloss sie mit dem Staatsexamen ab. Neben ihrer Lehrtätigkeit widmete sie sich der Malerei.
Nach Beendigung der Lehrtätigkeit gründete sie 2013 die Produzentengalerie 13.14 in Detmold, die zunächst als einjähriges Projekt geplant war, und wandte sich ganz der Malerei zu. Ihre Arbeitsschwerpunkte sind Konkrete Kunst und Landschaften. In den letzten zehn Jahren beschäftigte sie sich nahezu ausschließlich mit Konkreter Kunst, die – beeinflusst durch ihr Studium – stets einen besonderen Bezug zur Mathematik hat.

## Werk

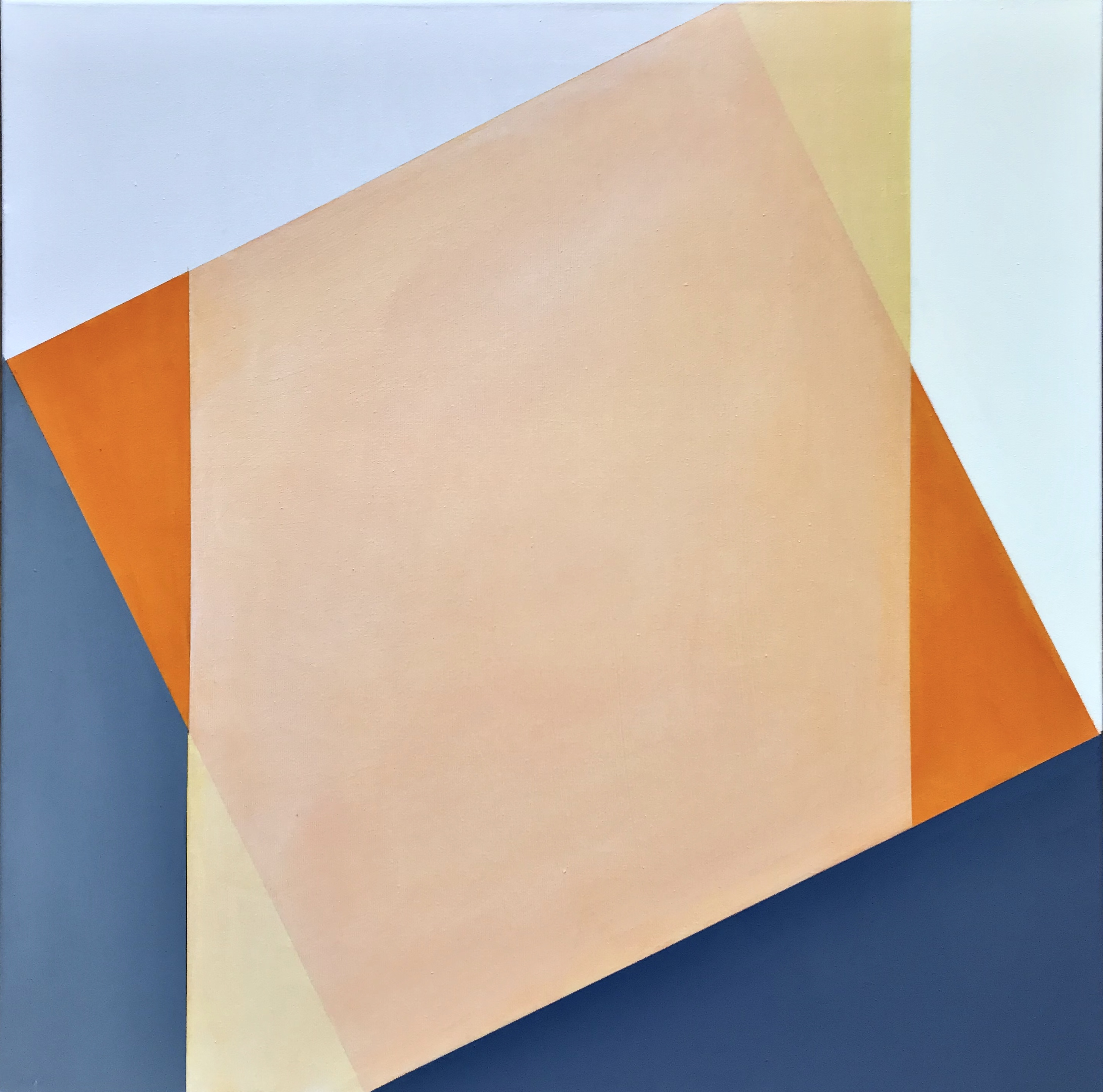
Die Werke von Schramm-Biermann haben zumeist einen Bezug zur Mathematik: Darstellung des Satzes von Wallace-Bolyai-Gerwien über ebene Polygone.

Das Werk von Schramm-Biermann hat die Arbeitsschwerpunkte Konkrete Kunst mit Bezug zur Mathematik  und Landschaften:

### Kunst und Mathematik
Die Verbindung zwischen bildender Kunst und Mathematik ist im Grunde naheliegend, denn Mathematik besitzt eine ganz eigene, elegante Schönheit. Dennoch ist bildende Kunst, die auf mathematischen Sachverhalten basiert, nicht häufig zu finden. Die Arbeiten von Irene Schramm-Biermann können der Konkreten Kunst zugeordnet werden. Ideen entstehen durch die Beschäftigung mit einem mathematischen Sachverhalt, durch spontane Eindrücke oder durch Recherche in dem reichen Spektrum der zur Visualisierung geeigneten mathematischen Gegebenheiten. Nach zunächst spielerischer Planung mit verschiedenen Entwürfen schließt sich die endgültige künstlerische Umsetzung an. Diese lässt im Verlaufe des Arbeitsvorgangs durchaus gestalterische Freiheiten und den Zufall zu, was nicht nur, jedoch insbesondere die Farbwahl betrifft. Trotz der inhaltlichen Rationalität strahlen die Arbeiten durch Farbgebung, Farbübergänge und teils inhomogenen Farbauftrag in der Fläche eine gewisse Sinnlichkeit aus. Bevorzugte Techniken sind Pigmente und Acryl auf Leinwand.
Beispielhafte Visualisierung mathematischer Sachverhalte finden sich in den Artikeln Rechteck, Goldenes Dreieck (Geometrie), Goldener Schnitt, Kombination (Kombinatorik) und Dreieckszahl.

### Landschaften
Das Genre Landschaftsmalerei wird bewusst sehr weit gefasst, wodurch sich ein interessantes Spektrum ergibt:Selbst einige zunächst sehr real wirkende Landschaftsansichten sind „Innenbilder“, denn sie zeigen Zusammenfassungen von Eindrücken und Stimmungen aus der Natur, wobei Landschaftselemente wie Himmel, Wald, Äcker, Wasser zu nicht existierenden Gegenden zusammengefügt werden. Physikalische Festlegungen werden manchmal verlassen und reale Bruchstücke zu irrealen Landschaften vereint. Die geometrische Linienführung dieser Arbeiten weist bereits auf ihre Zuwendung zur Konkreten Kunst hin.

## Ausstellungen ab 1988 (Auswahl)
- Lemgo, Alte Abtei

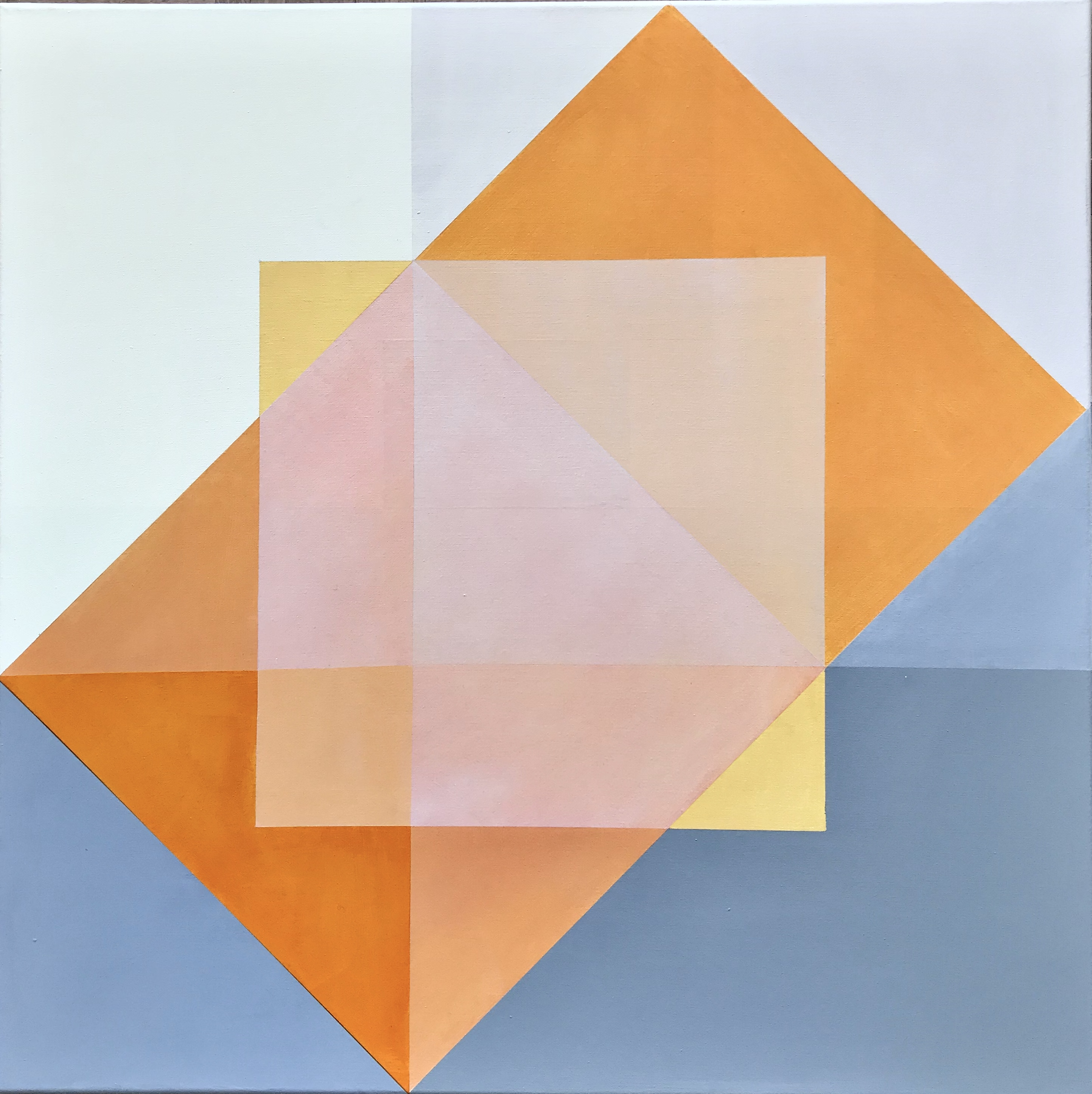
Weiteres mathematisches Bild: Teilt man die Seiten eines beliebigen Quadrats im goldenen Schnitt, so erhält man die Eckpunkte eines „Goldenen Rechtecks“.

- Schwalenberg, Städtische Galerie, Robert Koepke Haus
- Bielefeld, Westfälische Galerie Volksbank
- Paderborn, Aktion Paderborn zeigt Flagge
- Bielefeld Sennestadt, Kulturverein
- Offene Ateliers Kreis Lippe mit Gemeinschaftsausstellungen, Kreishaus und Hangar 21, Schloss Brake
- Detmold, Produzentengalerie 13.14
- Lemgo, St. Nicolai
- Wiedenbrück, Sparkasse
- Bielefeld, Universität, Fakultät für Mathematik
- Detmold, Christuskirche
- Schloss Neuhaus, Gewölbesaal
- Lemgo, Städtische Galerie Eichenmüllerhaus
- Bielefeld, Kunstwerkskammer Villa Weber
- Detmold, IHK Lippe zu Detmold
- Dortmund, BIG Gallery am Dortmunder U[2]
- Worpswede, Galerie ART 99
- Detmold, Lippisches Landesmuseum Lippisches Landesmuseum
- Herford, Daniel Pöppelmann Haus[3]
- Lage, Lagenser Kunststiftung Sibylle Dotti
- Virtuelle Jahresausstellung des Lippischen Künstlerbundes
- Detmold, Lippische Landeskirche, Fensterprojekt
- Riegel am Kaiserstuhl, Messmer Foundation, nominiert für den 6. Internationalen André - Evard - Preis für konkret-konstruktive Kunst[4] Kunsthalle Messmer
- Frankenthal (Pfalz), Kunsthaus, nominiert für den Perron Preis 2022, Sparte Malerei „Bewegung“[5]
- Dortmund, Zeche Zollern, Ausstellung „Kraftzentrum“ des BBK Ruhrgebiet
- Dortmund, Dortmunder U, Museum Ostwall, „Klare Kante!“ BBK Landeskunstausstellung NRW[6] Dortmunder U
- Bielefeld, Kunstforum Hermann Stenner, Ausstellung der Stattgalerie - Zusammenschluss Bielefelder Künstlerverbände
- Recklinghausen, Kutscherhaus, BBK Ruhrgebiet auf Einladung des Vestischen Künstlerbundes
- Detmold, Art Kite Museum, 1. Preis für ein internationales Kunstprojekt mit Kindern zum Thema Drachen
- Lemgo, Projekt Klasse(n)Kunst-Landesverband Lippe

## Veröffentlichungen
- Katalog Malerstadt Schwalenberg
- Katalog Künstlerinnen und Künstler in Ostwestfalen-Lippe, Westfalen Verlag GmbH 1994, ISBN 3-88918-081-7, Deutsche Nationalbibliothek
- Kataloge Offene Ateliers Lippe ab 2003
- Katalog Paderborn zeigt Flagge
- Katalog Utopie, Lippische Landeskirche
- Kataloge BKK Ruhrgebiet
- H1 Magazin der Universität Bielefeld, Ausgabe 01.2015
- Kataloge des Lippischen Künstlerbundes
- Katalog 6. Internationaler André - Evard - Preis der Messmer Foundation, Deutsche Nationalbibliothek
- Katalog „Klare Kante“ zur BBK Landeskunstausstellung NRW

## Mitgliedschaften
- BBK Bundesverband Bildender Künstlerinnen und Künstler
- Lippischer Künstlerbund[7]